# Próbkowanie

Próbkowanie idealne funkcją grzebieniową

Próbkowanie, dyskretyzacja, kwantowanie w czasie – proces tworzenia sygnału dyskretnego, reprezentującego sygnał ciągły za pomocą ciągu wartości nazywanych próbkami. Zwykle jest jednym z etapów przetwarzania sygnału analogowego na sygnał cyfrowy.

## Sposób przekształcenia
Próbkowanie idealne to iloczyn funkcji grzebieniowej oraz sygnału ciągłego. Ponieważ jednak wygenerowanie impulsów Diraca nie jest realizowalne technicznie, zwykle funkcję impulsową przybliża się sygnałem prostokątnym o bardzo małym wypełnieniu. Taki sygnał również nie jest możliwy do wygenerowania przez urządzenia techniczne, w których zmiana wartości sygnału musi być funkcją ciągłą. Dlatego próbkowanie naturalne to iloczyn poddawanej próbkowaniu funkcji ciągłej oraz powtarzających się impulsów o realizowalnym charakterze.
Od strony praktycznej wygląda to tak, że w ustalonych odstępach czasu (impulsowanie) mierzona jest wartość chwilowa sygnału i na jej podstawie tworzone są tak zwane próbki. Sygnał przekształcony do postaci spróbkowanej jest sygnałem dyskretnym.

## Okres i częstotliwość próbkowania
Okres próbkowania {\displaystyle T_{s}} to czas pomiędzy pobieraniem kolejnych próbek. Częstotliwość próbkowania to odwrotność okresu próbkowania: {\displaystyle f_{s}={\tfrac {1}{T_{s}}}.}
Aby spróbkowany sygnał z postaci dyskretnej dało się przekształcić bez straty informacji z powrotem do postaci ciągłej, musi być spełniony warunek twierdzenia Kotielnikowa–Shannona o próbkowaniu (tak zwany warunek Nyquista). Mówi on, że częstotliwość próbkowania nie może być mniejsza niż podwojona szerokość pasma sygnału przed spróbkowaniem. Jeśli ten warunek nie jest spełniony, wówczas występuje zjawisko aliasingu.

## Przykład praktycznego wykorzystania
Ludzkie ucho rejestruje dźwięki do częstotliwości około 20 kHz. Według twierdzenia Kotielnikowa–Shannona częstotliwość zapisu cyfrowego (próbkowania) musi być zatem większa niż 40 kHz (większa niż podwojona tzw. częstotliwość Nyquista), aby uniknąć zniekształconych dźwięków. Stąd właśnie wynika liczba 44 100 rejestrowanych próbek na sekundę (44,1 kHz) dla każdego kanału audio, którą przyjęto za wartość wystarczającą w przypadku płyty CD-Audio.